# Гоце Делчев (квартал)
Вижте пояснителната страница за други значения на Гоце Делчев.
„Гоце Делчев“ е южен жилищен комплекс (квартал) на българската столица София. Наречен е на българския национален герой Гоце Делчев. Обединява бившите квартали – „Емил Марков“, наименуван на комунистическия деец Емил Марков, и „Мотописта“.
Жилищният комплекс граничи с основни градски пътни артерии, като булевардите „България“ и „Гоце Делчев“. В жилищния комплекс се намира спортна зала „Триадица“, а в непосредствена близост на квартала е разположен и Южният парк. Граничи също с жилищен комплекс „Стрелбище“ и квартал „Борово“.

## История
Кварталът е основан през 20-те години на ХХ век от българи бежанци от Битоля и Битолско. Първото му име е Тухларна фабрика или Тухла махала (Тула маала), защото на територията на Южния парк се е добивала глината за тухли – откритата кариера за глина под болница „Лозенец“ се вижда и днес. По това време „Тухларна фабрика“ е един от главните цигански квартали на София. С навлизането на социалистическото панелно строителство тухларната фабрика е изоставена. Първите панелни блокове в квартала са построени в края на 60-те години на ХХ век. През 70-те години на XX век започва активно изграждане на ЕПК сгради.

## Комуникация
Линии на градския транспорт, преминаващи през комплекса:
- Автобус 65, свързващ комплекса с кв. „Хладилника“ и Зоопарка, а в обратна посока – с квартал „Манастирски ливади“; (вече закрита)
- ТБ Е73, свързващ комплекса с кварталите „Овча купел“ – 1 и 2 част, както и София Тех Парк
- ТБ Е74, свързващ комплекса с центъра и Централна гара;
- Автобус 76, свързващ комплекса с центъра и всички райони на ж.к. „Младост“;
- Автобус 83, свързващ комплекса с кв. „Хладилника“ и с метростанция „Витоша“, а в обратна посока – с центъра и кв. „Илиянци“;
- Автобус 204, свързващ комплекса с кв. „Борово“, центъра и ж.к. „Дружба – 2“;
- Автобус 304, свързващ комплекса с НИМ;
- Тролейбус 8, свързващ комплекса със Сточна гара;
- Тролейбус 7, свързващ комплекса с центъра, района на Зона Б 18 и ж.к. „Люлин“ – части 3, 4, 7 и 10;
- Трамвай 7, свързващ комплекса с кв. „Манастирски ливади – Запад“, а в обратна посока – с центъра, Централна гара и квартал „Надежда“.
- Трамвай 27, свързващ кв. Манастирски ливади-запад с Централна гара и Надлез Надежда, пуснат на 4.4.2022 г.

## Обществени институции
- 29 ДКЦ
- 73 СОУ „Владислав Граматик“ с разширено изучаване на чужди езици
- 104 ОУ „Захарий Стоянов“
- 121 СОУ „Георги Измирлиев“ с интензивно изучаване на английски и френски език

## Улици и произход на имената им
| Път                      | Наречен на                                            | Местоположение |
| ------------------------ | ----------------------------------------------------- | -------------- |
| „406“                    | –                                                     | Карта          |
| „Бадемова гора“          | ?                                                     | Карта          |
| „Боянски водопад“        | Боянски водопад, водопад на Боянската река в София    | Карта          |
| „България“               | България, държава в Европа                            | Карта          |
| „Ген. Кирил Ботев“       | Кирил Ботев (1856 – 1944), генерал                    | Карта          |
| „Георги Измирлиев“       | Георги Измирлиев (1851 – 1876), революционер          | Карта          |
| „Гоце Делчев“            | Гоце Делчев (1872 – 1903), революционер               | Карта          |
| „Деян Белишки“           | Деян Белишки (1844 – 1909), революционер              | Карта          |
| „Златишки проход“        | Златишки проход, проход в Стара планина               | Карта          |
| „Кестенова гора“         | ?                                                     | Карта          |
| „Киро Тулешков“          | Киро Тулешков (1846 – 1904), революционер             | Карта          |
| „Костенски водопад“      | Костенски водопад, водопад на Стара река в Ихтиманско | Карта          |
| „Луи Айер“               | Луи Айер (1865 – 1916), швейцарски спортен деятел     | Карта          |
| „Метличина поляна“       | ?                                                     | Карта          |
| „Орехова гора“           | ?                                                     | Карта          |
| „Риккардо Ваккарини“     | Рикардо Вакарини, италиански дипломат                 | Карта          |
| „Силиврия“               | Силиврия, град в Североизточна Турция                 | Карта          |
| „Славовица“              | Славовица, село в Пазарджишко                         | Карта          |
| „Твърдишки проход“       | Твърдишки проход, проход в Стара планина              | Карта          |
| „Тодор Каблешков“        | Тодор Каблешков (1851 – 1876), революционер           | Карта          |
| „Хенрик Ибсен“           | Хенрик Ибсен (1828 – 1906), норвежки драматург        | Карта          |
| „Химитлийски проход“     | Ясенски проход, проход в Стара планина                | Карта          |
| „Христо Явашев – Кристо“ | Христо Явашев – Кристо (1935 – 2020), художник        | Карта          |
| „Червена роза“           | ?                                                     | Карта          |
| „Чужденец“               | ?                                                     | Карта          |
| „Ясна поляна“            | Ясная Поляна, имение в Русия                          | Карта          |